# دی گروو
دی گروو (به هلندی: De Groeve) یک منطقهٔ مسکونی در هلند است که در تینارلو واقع شده‌است. دی گروو ۴۵۰ نفر جمعیت دارد.